# Elegia neesii
Elegia neesii là một loài thực vật có hoa trong họ Restionaceae. Loài này được Mast. mô tả khoa học đầu tiên năm 1869.